# Trichoderma granulosum
Trichoderma granulosum är en svampart som beskrevs av Fuckel 1870. Trichoderma granulosum ingår i släktet Trichoderma och familjen Hypocreaceae.   Inga underarter finns listade i Catalogue of Life.